# Eisenbahnunfall von Yaoundé
Der Eisenbahnunfall von Yaoundé war die Explosion zweier Kesselwagen in einem südlichen Stadtteil von Yaoundé, der Hauptstadt Kameruns, am 14. Februar 1998 mit 220 Todesopfern.

## Unfall
Mehrere Güterwagen eines Zuges, der Treibstoff beförderte, entgleisten am Nachmittag des Tages in Nsam, einem dicht besiedelten südlichen Stadtteil von Yaoundé, in der Nähe eines großen Treibstoffdepots. Dabei schlugen zwei Fahrzeuge mit 100 Kubikmeter Treibstoff leck und liefen aus. Viele Bewohner des Umfelds der Unfallstelle, Auto- und Taxifahrer, eilten zur Unfallstelle, die nicht abgesperrt war, um sich auslaufenden Treibstoff zu sichern. So waren sehr viele Menschen am Unfallort, als ein zweiter Zug sich näherte und in die entgleisten Fahrzeuge hineinfuhr. Dabei explodierten zwei Kesselwagen. Erst jetzt sperrten Sicherheitskräfte die Unfallstelle ab.
Ein Gerücht, dass eine unachtsam weggeworfene Zigarette die Explosion auslöste, wurde nicht bestätigt.

## Folgen
220 Menschen starben, mindestens 100 weitere erlitten schwere Verbrennungen.
Die Löscharbeiten dauerten einen ganzen Tag. Der damalige französische Staatspräsident Jacques Chirac kondolierte der Republik Kamerun und Frankreich entsandte vier Ärzte und zwei Krankenpfleger, die auch 7 Tonnen medizinische Ausrüstung für die Behandlung von Brandverletzungen mitbrachten, sowie Spezialisten der Feuerwehr von Paris an die Unfallstelle.
Die Regierung von Kamerun setzte eine Untersuchungskommission ein.